# ITV
ITV, também conhecida como Channel 3, é uma rede de televisão pública britânica. A ITV foi fundada em 1955 como  Independent Television e desde então se tornou uma das maiores redes de televisão aberta no Reino Unido, assim como a BBC Television.
Durante suas quatro décadas iniciais, foi uma rede de empresas distintas que forneciam serviços regionais de televisão e também partilhavam programas entre si para serem exibidos em toda a rede. Após várias fusões, as quinze franquias regionais passaram a ser detidas por duas empresas: a empresa ITV plc, que administra o canal ITV1 (principal marca da rede ITV) e o canal UTV; e a empresa STV Group, que administra o canal STV. Desde a aprovação da Lei de Radiodifusão de 1990, é legalmente conhecido como Channel 3 para distingui-lo dos outros canais analógicos da época: BBC1, BBC2 e Channel 4.
A rede ITV é uma entidade separada da ITV plc, a empresa que resultou da fusão da Granada plc e da Carlton Communications em 2004. A ITV plc detém as licenças de transmissão do Channel 3 para todas as regiões, exceto para o centro e norte da Escócia, que são detidas pela STV Group. Hoje, a ITV plc simplesmente encomenda a programação da rede centralmente – os programas são feitos por sua própria subsidiária ITV Studios e por produtoras independentes. A programação regional permanece nos noticiários e em algumas séries de atualidade.

## História

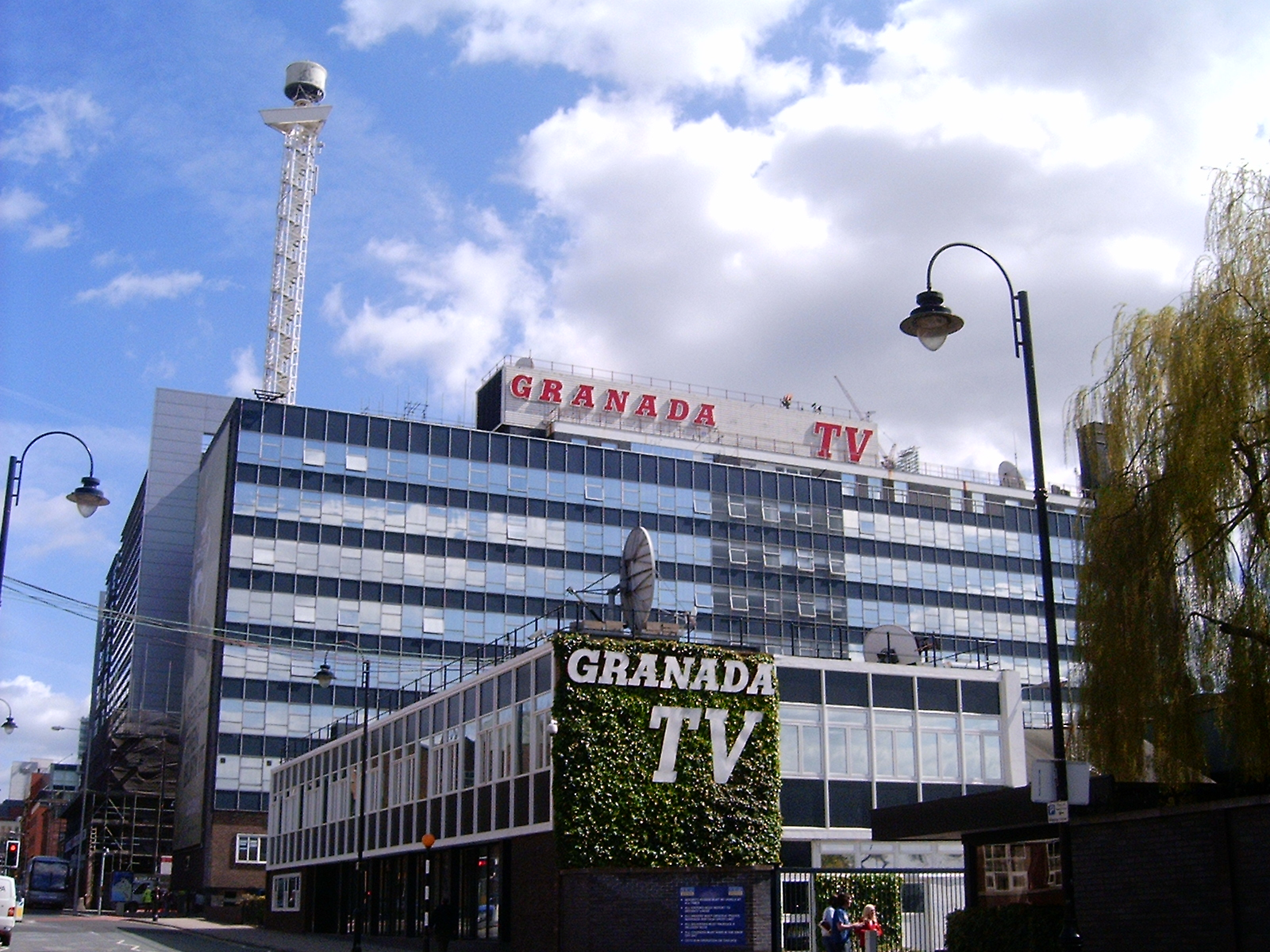
O Granada Studios, foi construído em 1954 para abrigar a emissora Granada Television. A Granada Television foi inaugurada em 1956 e é a única franqueada que permanece contratada da ITV desde a criação da rede. O Granada Studios fecharam em 2013.

As origens da ITV residem na aprovação da Lei da Televisão de 1954, destinada a quebrar o monopólio da televisão detido pelo Serviço de Televisão da BBC. A lei criou a Independent Television Authority (ITA, depois IBA após a Lei de Radiodifusão Sonora) para regulamentar fortemente a indústria e conceder franquias. As primeiras seis franquias foram concedidas em 1954 para Londres, Midlands e Norte da Inglaterra, com franquias separadas para dias de semana e fins de semana. O primeiro serviço ITV a ser lançado foi o Associated-Rediffusion de Londres em 22 de setembro de 1955, com os serviços do Midlands e Norte sendo lançados em fevereiro de 1956 e maio de 1956, respectivamente. Após esses lançamentos, o ITA concedeu mais franquias até que todo o país fosse coberto por quatorze emissoras regionais, todas lançadas em 1962.
A rede foi modificada várias vezes através de revisões de franquia que ocorreram em 1963, 1967, 1974, 1980 e 1991, durante os quais as regiões de transmissão mudaram e os operadores de serviço foram substituídos. Apenas uma operadora de serviços foi declarada falida, a WWN em 1963, com todas as outras operadoras deixando a rede como resultado de uma revisão de franquia. Franquias separadas de fim de semana foram removidas em 1968 (com exceção de Londres) e ao longo dos anos mais serviços foram adicionados; estes incluíam uma franquia nacional de programa de café da manhã a partir de 1983 - operando entre 6h00 e 9h25 - e um serviço de teletexto. A Lei de Radiodifusão de 1990 mudou a natureza do ITV; o então regulador, o IBA, foi substituído por um regulador leve, o ITC; as empresas tornaram-se capazes de comprar outras empresas regionais da ITV e as franquias passaram a ser concedidas com base em um leilão com lance mais alto, com poucas salvaguardas em vigor. Esta parte fortemente criticada da revisão viu quatro operadoras serem substituídas, e as operadoras enfrentarem diferentes pagamentos anuais ao Tesouro: a Central Television, por exemplo, pagou apenas £ 2.000 - apesar de deter uma região grande e lucrativa - porque não teve oposição, enquanto a Yorkshire Television pagou £ 37,7 milhões por uma região do mesmo tamanho e status, devido à forte concorrência.
Após as mudanças de 1993, a ITV como rede começou a se consolidar com várias empresas fazendo isso para economizar dinheiro, cessando a duplicação de serviços presentes quando eram todas empresas separadas. Em 2004, a rede ITV era propriedade de cinco empresas, das quais duas, Carlton e Granada, tornaram-se grandes players por possuírem entre si todas as franquias na Inglaterra, País de Gales, nas fronteiras escocesas e na Ilha de Man. Nesse mesmo ano, as duas se fundiram para formar a ITV plc com as únicas aquisições subsequentes sendo a aquisição da Channel Television, a franquia das Ilhas do Canal, em 2011;  e da UTV, a franquia da Irlanda do Norte, em 2015.

## Organização
A rede ITV não pertence ou é operada por uma empresa, mas por vários licenciados, que fornecem serviços regionais e ao mesmo tempo transmitem programas através da rede. Desde 2016, as quinze licenças são detidas por duas empresas, sendo a maioria detida pela ITV Broadcasting Limited, parte da ITV plc.
A rede é regulada pelo regulador de mídia Ofcom, responsável pela concessão das licenças de transmissão. A última grande revisão das franquias do Channel 3 foi em 1991, com todas as licenças das operadoras sendo renovadas entre 1999 e 2002 e novamente a partir de 2014 sem novo concurso. Embora este tenha sido o período mais longo que a rede ITV passou sem uma grande revisão dos seus titulares de licenças, o Ofcom anunciou (após consulta) que dividiria a licença do País de Gales e do Oeste a partir de 1 de janeiro de 2014, criando uma licença nacional para o País de Gales e juntando-se a recém-separada região Oeste para a Westcountry Television, para formar uma nova licença para a região ampliada do Sudoeste da Inglaterra.
Todas as empresas detentoras de licença faziam parte do órgão sem fins lucrativos ITV Network Limited, que encomendava e programava a programação da rede, com conformidade anteriormente administrada pela ITV plc e Channel Television. No entanto, devido à fusão de várias destas empresas desde a criação da ITV Network Limited (e dado que a Channel Television é agora propriedade da ITV plc), ela foi substituída por um sistema de afiliação. Aprovado pelo Ofcom, isso resulta no comissionamento da ITV plc e no financiamento da programação da rede, com a STV e a UTV pagando uma taxa para transmiti-la. Todos os licenciados têm o direito de cancelar a programação da rede (exceto os boletins de notícias nacionais), mas, ao contrário do sistema anterior, não receberão nenhum reembolso de taxas por fazê-lo.
Como emissora de serviço público, a rede ITV é obrigada a transmitir programação de importância pública, incluindo notícias, atualidades, programação infantil e religiosa, bem como transmissões eleitorais partidárias em nome dos principais partidos políticos e eventos políticos, como o Orçamento. A rede também precisa produzir resultados acessíveis contendo legendas, sinalização e audiodescrição. Em troca desta programação, a rede ITV está disponível em todas as plataformas gratuitas e pode ser encontrada no topo do EPG de todos os provedores.

### ITV plc

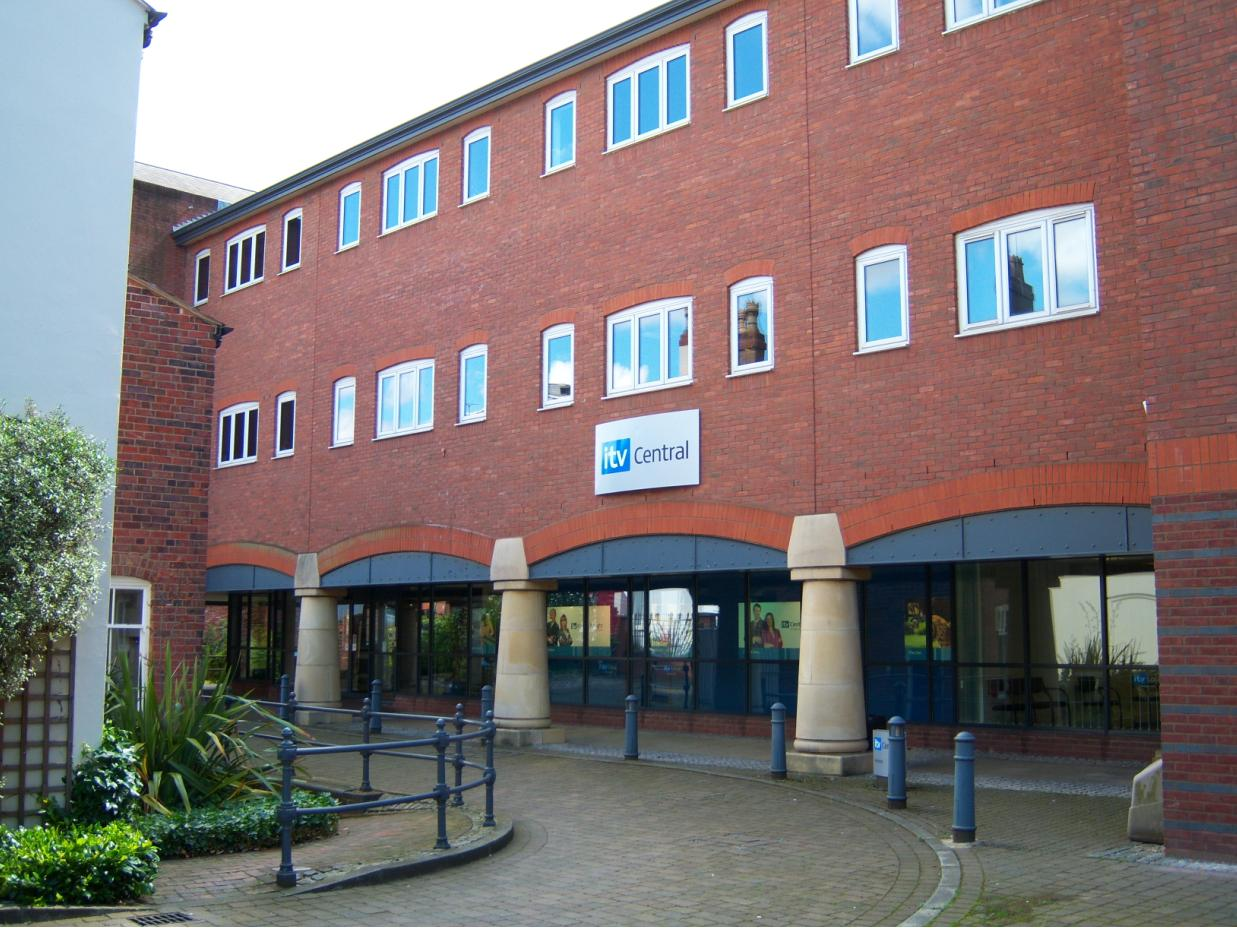
Sede da licença ITV Central em Birmingham, Inglaterra.

A ITV plc possui treze das quinze franquias e transmite para Inglaterra, País de Gales, sul da Escócia, Ilha de Man, Ilhas do Canal e Irlanda do Norte através de sua subsidiária ITV Broadcasting Limited. A empresa também possui a licença de televisão Breakfast, que a partir de janeiro de 2020, transmite pela rede entre 6h e 10h todas as manhãs usando os nomes Good Morning Britain (anteriormente Daybreak) e Lorraine. A empresa transmite um serviço centralizado sob a marca ITV1. Na Irlanda do Norte, a ITV usou a marca UTV como nome do canal até abril de 2020.
O grupo também possui o ITV Studios, braço de produção da empresa e formado a partir da fusão de todos os departamentos de produção das licenças regionais que possuem. A empresa produz uma grande proporção da programação em rede da ITV (cerca de 47%, mas anteriormente chegava a 66% de acordo com alguns relatórios), com o restante vindo principalmente de fornecedores independentes (de acordo com a Lei de Radiodifusão de 1990, pelo menos 25% da produção total da ITV deve provir de empresas independentes). A ITV plc espera aumentar a quantidade de programação interna para o mais próximo possível do limite de 75%.
O grupo reduziu o número de programas de notícias regionais oferecidos de 17 em 2007 para 9 em 2009, resultando na fusão de várias regiões para formar um programa, incluindo as regiões de Border e Tyne Tees, as regiões West Country e West e a remoção da programação sub-regional, com algumas regiões representadas apenas por segmentos pré-gravados.  As sub-regiões foram restauradas em 2013.

### STV Group
O STV Group plc possui duas franquias, cobrindo o centro e o norte da Escócia, através das subsidiárias STV Central e STV North, transmitindo um serviço central sob a marca STV.
A empresa teve várias disputas com a ITV plc no final dos anos 2000 e início de 2010 sobre a programação da rede. A STV pretendia transmitir mais programas escoceses nos horários de pico e, portanto, removeu vários programas importantes da ITV plc de sua programação em julho de 2009, incluindo The Bill, Midsomer Murders e Lewis. Apesar da explicação da STV sobre as despesas, a ITV plc ficou irritada com a decisão, já que uma recente mudança de horário tornou o The Bill central em sua programação e também transmitiu os programas na ITV3 para garantir que os telespectadores escoceses pudessem ver os programas. Em 23 de setembro, foi relatado que a ITV plc estava em processo de processar a STV em £ 20 milhões, já que a ITV considerava que abandonar os programas constituía uma violação dos acordos de rede; a STV posteriormente contra-processou a ITV plc em £ 35 milhões.
A disputa foi encerrada em 2011, com a STV concordando em pagar à ITV plc £ 18 milhões. A assinatura do novo acordo de afiliação resultou no pagamento de uma taxa fixa pela STV por toda a programação em rede e, portanto, é improvável abandonar quaisquer programas devido aos elevados custos envolvidos.

## Licenças atuais

As marcas ativas da rede ITV entre 2013–2022, nos países britânicos.

Todas as franquias da marca ITV na Inglaterra desde 2014

Existem quinze licenças regionais, cobrindo quatorze regiões (há licenças separadas para dias úteis e finais de semana para a região de Londres) e uma licença nacional para o serviço Breakfast. Todas as licenças listadas aqui foram renovadas até o final de 2024. As licenças na Inglaterra e no País de Gales eram detidas pelas empresas regionais individuais de propriedade da ITV plc antes de novembro de 2008.
A nomeação para fornecer notícias nacionais para o Channel 3 também está sujeita à aprovação do Ofcom. Esta nomeação é realizada pelo ITN desde o início do canal e também foi aprovada até o final de 2024.
| Licenças regionais do Channel 3      | Licenças regionais do Channel 3 | Licenças regionais do Channel 3 | Licenças regionais do Channel 3 | Licenças regionais do Channel 3 | Licenças regionais do Channel 3 |
| Área de serviço de licença           | Titular da licença              | Licença mantida desde           | Empresa controladora            | Nome do Serviço                 | Exibido pelo nome               |
| ------------------------------------ | ------------------------------- | ------------------------------- | ------------------------------- | ------------------------------- | ------------------------------- |
| Escócia Central                      | STV Central Limited             | 31 de agosto de 1957            | STV Group plc                   | STV Central                     | STV                             |
| Norte da Escócia                     | STV North Limited               | 30 de setembro de 1961          | STV Group plc                   | STV North                       | STV                             |
| Leste da Inglaterra                  | ITV Broadcasting Limited        | Dezembro de 2006                | ITV plc                         | ITV Anglia                      | ITV1                            |
| Fronteira da Inglaterra e Escócia    | ITV Broadcasting Limited        | Novembro de 2008                | ITV plc                         | ITV Border                      | ITV1                            |
| Leste, Oeste e Sul das Midlands      | ITV Broadcasting Limited        | Novembro de 2008                | ITV plc                         | ITV Central                     | ITV1                            |
| País de Gales                        | ITV Broadcasting Limited        | Novembro de 2008                | ITV plc                         | ITV Cymru Wales                 | ITV1 Cymru Wales                |
| Noroeste da Inglaterra e Ilha de Man | ITV Broadcasting Limited        | Novembro de 2008                | ITV plc                         | ITV Granada                     | ITV1                            |
| Londres (dias da semana)             | ITV Broadcasting Limited        | Novembro de 2008                | ITV plc                         | ITV London                      | ITV1                            |
| Sul e Sudeste da Inglaterra          | ITV Broadcasting Limited        | Novembro 2008                   | ITV plc                         | ITV Meridian                    | ITV1                            |
| Nordeste da Inglaterra               | ITV Broadcasting Limited        | Novembro de 2008                | ITV plc                         | ITV Tyne Tees                   | ITV1                            |
| Sudoeste e Oeste da Inglaterra       | ITV Broadcasting Limited        | Novembro de 2008                | ITV plc                         | ITV West Country                | ITV1                            |
| Yorkshire e Lincolnshire             | ITV Broadcasting Limited        | Novembro de 2008                | ITV plc                         | ITV Yorkshire                   | ITV1                            |
| Ilhas do Canal                       | ITV Broadcasting Limited        | Março de 2017                   | ITV plc                         | ITV Channel TV                  | ITV1                            |
| Irlanda do Norte                     | ITV Broadcasting Limited        | Fevereiro de 2016               | ITV plc                         | UTV                             | ITV1 (UTV)                      |

| Licenças nacionais do Channel 3   | Licenças nacionais do Channel 3 | Licenças nacionais do Channel 3 | Licenças nacionais do Channel 3 | Licenças nacionais do Channel 3 | Licenças nacionais do Channel 3 |
| Área de serviço de licença        | Titular da licença              | Licença mantida desde           | Empresa controladora            | Nome do Serviço                 | Exibido pelo nome               |
| --------------------------------- | ------------------------------- | ------------------------------- | ------------------------------- | ------------------------------- | ------------------------------- |
| Horário nacional do café da manhã | ITV Breakfast Limited           | 1993                            | ITV plc                         | ITV Breakfast                   | ITV1                            |

## Logotipos

De 1 de setembro de 1989 a 4 de outubro de 1998
De 5 de outubro de 1998 a janeiro de 2006
De novembro de 2005 a 13 de janeiro de 2013
De 14 de janeiro de 2013 a janeiro de 2024